# BLACK CAT
『BLACK CAT』（ブラック・キャット）は、矢吹健太朗による漫画。およびそれを原作としたアニメなどの関連作品の総称。

## 概要
『週刊少年ジャンプ』（WJ、集英社）誌上において2000年32号から2004年29号まで連載。『邪馬台幻想記』の次となる矢吹2作目の連載作品。単行本はジャンプ・コミックスより全20巻。単行本発売後の2006年には『WJ』と『月刊少年ジャンプ』の合同特別編集増刊号『ゴー!ゴー!ジャンプ』1月25日増刊号に描き下ろしの読切（超短編）が掲載された。この読切は、2005年から2006年にかけて発売された文庫版（全12巻）の最終巻に収録されている。累計発行部数は1200万部を記録している。
最終刊巻末の作者コメントにて、実はまだ第一部完の扱いであり、いつか続きを描きたいとしている。
なお、本作品の登場人物の一部は次回作『To LOVEる -とらぶる-』、および『To LOVEる -とらぶる- ダークネス』に設定を変えて再登場している。

### メディア展開
連載終了後の2005年にドラマCD化と小説化がされ、2005年10月から2006年3月まで、TBS系列でテレビアニメが放送された。TBS系列での『週刊少年ジャンプ』原作アニメの放映は、1998年の『セクシーコマンドー外伝 すごいよ!!マサルさん』(30分アニメとしては1991年の『DRAGON QUEST -ダイの大冒険-』)以来となった。
さらに2006年3月30日より音泉にて、「RADIO BLACK CAT」が放送された。アニメDVDシリーズは全12巻。2008年にはDVD-BOXをリリース。
2023年6月1日、U-NEXTでの配信開始に合わせ、テレビアニメの公式Twitterアカウントを開設。なりすましが疑われたものの、本物である。

## あらすじ
「秘密結社クロノス」に暗殺者としての優れた才能を認められ、クロノスの精鋭部隊ナンバーズ特例の13人目として採用された、トレイン＝ハートネットは、抹殺者（イレイザー）として暗躍し、裏の世界では、通称「ブラック・キャット」と呼ばれていた。
ある日、彼は掃除屋のミナツキ＝サヤと出会い、彼女の影響から組織の暗殺者を辞めて、掃除屋として生活しようとする。しかし、それを快しとしないクロノスでの相棒・クリード＝ディスケンスにより、サヤを殺されたトレインは掃除屋として、クリード率いる狂気の革命集団「星の使徒」との壮絶な戦いに身を投じていく。

## 技・術
使用者毎に作中登場順。
トレイン＝ハートネット
電磁銃（レールガン）
ルシフェルのナノマシンを脳からの電気信号によって変身を解除した時に細胞が進化して細胞放電現象が発生したことにより可能になった。超高速で銃弾を発射する。使用すると物凄く腹が減るらしく、作中では1日4発しか放てない。クリードとの最終決戦で放った1発で壊れてしまい、それ以来、何度やっても電磁銃を使うことはできなかった。
炸裂・電磁銃（バースト・レールガン）
クリードとの最終決戦で使用した炸裂弾（バーストブレッド）を電磁銃（レールガン）で撃ち出すと言うもの。あまりの威力にオリハルコン製のハーディスでも耐え切れず銃身が大破した。一日4発しか撃てない電磁銃（レールガン）を無理矢理5発撃ったためそれ以降、電気を発生させることが出来なくなった。
黒爪（ブラッククロウ）
トレインの接近戦の技。ハーディスでの高速の打撃。
黒十字（ブラッククロス）
黒爪の攻撃を交差させて繰り出す派生技。原作では幻影虎徹の同じ場所に黒爪の3発と黒十字を食らわせたが、それでも幻影虎徹を破壊することはできなかった。『星の残照』では銃身がオリハルコン製ではなくなったものの、アムザを一撃で倒すという戦果を挙げた。
イヴ
変身能力（トランス能力）
変身・大槌（トランス・ハンマー）
髪の先端部分を変形させる。使用するときは主に素手で持って攻撃する。
変身・盾（トランス・シールド）
手を盾に変形させ、相手の攻撃を防ぐ。
変身・天使の翼（トランス・エンゼルウイング）
背中に天使の翼を生やして飛行する。本で見た天使の翼をイメージして編み出した。だが重いもの（リンス）を運ぶのには苦労するらしい。
変身・髪の毛パンチ
髪の先端部分を拳に変形させる。
羽根の弾丸（フェザーブレッド）
腕にナノマシンで作った翼を作り出し、その翼から放つ羽根状の弾丸。作中では殺傷力はそれほど高くないとされている。
変身・手（トランス・ハンド）

黄金の連弾（ゴールドラッシュ）
拳に変身させた髪の毛を猛烈な勢いで相手に叩き込む。
変身・人魚（トランス・マーメイド）
下半身を人魚に変形させて水中移動を可能にする。このとき衣服はナノマシンの作用で分解され尾の一部に変わっている（トランスを解除すると衣服ももとに戻る）。
変身・鋼鉄化
全身を鋼鉄化して強化し、攻撃を受け止める。リオン戦で使用し、ダメージを受けながらもデス・ツイスターを防ぎきった。
ナノスライサー
髪の先端部分を変形させ剣として使用する。星の使徒の兵が装備する装甲を簡単に切り裂いた。両腕が自由な状態で使えるため、トルネオのところにいた時のように腕を刃物に変形させる必要がなくなった。
スヴェン＝ボルフィード
予知眼（ヴィジョンアイ）-技・術というよりは能力
ロイドの右目の角膜を移植したことにより使えるようになった。発動すれば数秒先の未来を垣間見ることができる。
ただし、長時間使うと約6時間ほどの休眠状態に入ることを強いられてしまう。本人が意識せずに発動することもあるため、普段は眼帯で発動を防いでいる。
支配眼（グラスパーアイ）-技・術というよりは能力
修行の末に進化した予知眼。予知眼のように数秒先の未来を見ることはできなくなった。支配眼の能力は目に見えるすべての動きをスロウに見ることができ、さらに自分はいつもの速度で動くことができるというもの。そのため、はたから見れば急にスピードが速くなったように見える。
身体に無理な動きを強いるため、身体に痛みが走るが、予知眼よりもエネルギー消費量は少ないため、予知眼よりも長時間使用することができる。
シキ
操蜂傀儡の術（そうほうくぐつのじゅつ）
自らの氣で創り出した蜂に刺された者を自在に操る術。時間が経てば効果は切れる。
戦闘魔蟲・刹鬼（せんとうまちゅう・せつき）
シキの操る魔蟲の中で一線を画す戦闘魔蟲・刹鬼を召喚する技。
秘術・魔蟲鋼体変化（ひじゅつ・まちゅうこうたいへんげ）
自らの"氣"を送る事で魔蟲（原作では刹鬼だったが）を強化する事が出来る技。
氣爆符（きばくふ）
"道"の一族が使う符術。札を爆発させ攻撃する。
氣導砲（きどうほう）
札を五枚出し、五芒星を作り"氣"の弾を撃つ技。
護法障壁（ごほうしょうへき）
札で障壁を作り、敵の攻撃から身を守る技。だが、護法障壁でも電磁銃を防ぎきることはできないらしい。
呪刑刀（じゅけいとう）
札を集めて作り出す刀。
焔獄弾（えんごくだん）
呪刑刀から発せられる炎の弾。
極技・炎大蛇（きょくぎ・ほむらのおろち）
シキの"氣"の大半を消費する最高の技。大蛇の形の炎を作り出し相手を炭と化す。原作では、繰り出すがトレインの"黒猫の爪"により敗れてしまう。
キリサキキョウコ
デス・キッス
キスで相手の体内に氣を送り込み内部から焼き尽くす、キス魔のキョウコならではの技。
超熱熱息（ちょうあつあつブレス）
高温の熱を創り出し、吐く息のように相手に浴びせる。
超熱熱火球（ちょうあつあつファイヤーボール）
氣で高温の火球を創りだし、口から放つ。
ルガート＝ウォン
残像（ざんぞう）
高速の動きで分身のようなものを作り出す。
飛影（とびかげ）
高速の動きで相手の死角に回り込み、首を起点に脳に衝撃を与える。受けた相手は永久に起きることはない。
小説『星の残照』ではトレインが模倣している。
旋・風牙（つむじ・ふうが）
高速で間合いを詰め、大勢の敵を一瞬で倒す無双流の技。
ロイド＝ゴールドウィン
予知眼（ヴィジョンアイ）-技・術というよりは能力
能力的にはスヴェンのそれと同じ。ただし、ロイドの予知眼は両目で発動ができる。
稀にだが、フラッシュバックのような状況を見ることができる（ロイドが亡くなるときも、フラッシュバックのようなのを見ている）。
デュラム＝クラスター
オーラ＝ショット
氣で創り出した弾切れがない銃弾を愛銃から発射する。
マロ
重力弾（グラビティーボム）
強重力空間を球状にして対象に飛ばす。
重力張り手（グラビティーはりて）
重力を乗せることで飛躍的に威力を高めた張り手。
重力壁（グラビティーウォール）
文字通り重力の壁を作ることで、飛び道具を防ぐ防御術。ただし頭上から攻撃されると無力（上から下へ落ちるだけだから）。
シャルデン＝フランベルク
ブラッディレイン
血の散弾を放つ。
サヤ＝ミナツキ
リフレク・ショット
要するに“跳弾”。クリードとの対戦で、正面から撃ってもクリードレベルの使い手には剣でガードされる可能性が高いことから軌道の読みにくい攻撃として使用、足に命中させた。後にトレインはリバーとの決闘の時やクリード戦にも使用した。リバーには紙一重で回避されたが、クリードには命中し、「あの女の技」を使ったという理由でクリードを激怒させた。
リバー＝ザストリー
サイクロン・グレネイド
回転を与えた拳によるストレート。岩を砕く威力があり、星の使徒の兵に使用したときは衝撃が装甲を伝って胴体に達し気絶させた。
ソニックフィスト
高速でパンチを繰り出すことで離れた相手にダメージを与える。15メートル離れた相手を吹き飛ばすことができる。銃器を持った相手に素手で対抗するというガーベルコマンドーならではの技である。
リオン＝エリオット
エアロスラッシュ
真空を作り出して飛ばし相手を切断する。イヴの盾には通じなかった。
デス・ツイスター
周囲の空気を操作して竜巻のような気流を作り出すことができる。触れた木の葉が粉々になる威力で、リオン曰く「俺の最高の技」。
ディーク＝スラスキー
氷の氷像（フリージングスタチュー）
氷で相手の動きを封じることができる。動けなくなった相手を流星氷弾で仕留める。
守護氷柱（ガードピラー）
特に威力の高い攻撃に対して使用する防御技。グレネード弾の衝撃にも耐えられる。しかし前方に使用すると前が見えなくなるため、その隙に背後に回られてしまう。
流星氷弾（シューティングスター）
氷の弾丸を具現化して飛ばし攻撃する。
刹鬼
哭鳴閃（こくめいせん）
刹鬼の中で増幅し、収束された超音波のレーザー。
セフィリア＝アークス
桜舞（おうぶ）
達人でも会得するのに10年はかかると言われる無音移動術。花びらが舞うような動きで敵を翻弄する。
雷霆（らいてい）
アークス流剣術第十三手。全三十六手中最も突進力に優れる四手の内の一手。だが、クリードから食らった傷のせいか威力が削がれてしまったため、クリードの幻想虎徹LV. 2に防がれてしまった。
滅界（めっかい）
アークス流剣術終の三十六手。アークス流剣術最強の必殺技。突きの壁で相手を殺すまさに殺人技。この技を食らった者は痛みも苦しみも感じず塵と化してしまう。セフィリアの突きと繊細さがあってこそ可能な技で、この技を使うと反動でセフィリアの全身の筋肉にダメージを受けてしまう。クリードを倒すために使ったが、クリードの幻想虎徹がLV.3になっていたためこの技をさばかれてしまった。

## ナノマシン
イヴの体内にあるナノマシン（名称不明）
イヴの体内に存在し、血液に紛れているため見付けるのが困難なナノマシン。また、このナノマシンは血液と同じく使っても新しく生成されるため、無尽蔵にある。他のナノマシンを打ち込まれた人に対し、自分のナノマシンを入れることで、そのナノマシンを破壊することもできる。N.S剤という薬を打つことでこのナノマシンを活性化させ、イヴの脳は停止状態に近い状態になり、さらに戦闘に適した姿になるそうである。ただし、この薬を使うと戻れなくなるという危険性も含んでいる。アニメ版では代わりにN.S増幅振動機というカードのようなものを貼られ、一度暴走し、助けられるという展開になっている。

ルシフェル（LUCIFER）
掃除屋1人とトレインの体内に打ち込まれたナノマシン。一回毎に変身する物が違うため、ドクターは失敗作と言っていた。ルシフェルのナノマシンはイヴの体内にあるナノマシンと特性が同じだとティアーユは言っている。トレインがこのナノマシンの変身を解除した際に使えるようになったのが電磁銃である。

バーサーカー（BERSERKER）
フドウたちに打ち込まれたナノマシン。ドクター曰くワクチンはなく、打ち込まれるとそのままのため死ぬしかないが、イヴのナノマシンのおかげで助かった。なお、このナノマシンを打ち込まれると、破壊衝動に駆られるそうである。

ゴッド・ブレス（G.B）
クリードが莫大な予算をつぎ込み、自身に打ち込んだ不死のナノマシン。傷を負ってもすぐに回復できるため、致命傷を受けても死なない、年を取らないなど人外を超えたナノマシンであるが、唯一脳だけは再生できない。イヴのナノマシンにより破壊された。

## 用語
秘密結社（クロノス）
トレインが所属していた秘密結社。時の番人はクロノスの長老会直属の戦闘集団である。原作ではトレインが失踪してから2年の間に世界経済の3分の1を裏で牛耳る巨大組織となり、クロノスにとって危険因子は時の番人を動かし排除する。バルドルとクランツはトレインも排除しようとしていた。なお、番人同士の戦闘は違反という掟があり、掟を破ることはクロノスへの背信行為である（バルドル談）。
敵対者はナンバーズを動かしてでも排除する。また、クロノスに所属していても、クロノスを辞めるなどしてクロノスの敵になると誰であろうと殺すのが掟である（後者はトレインが該当）。
クロノスの幹部はほとんどがどこかの町の市長であったりしている。トレイン曰く「世界が平和でいられるのもクロノスが統括しているから」だそうである。
時の番人（クロノ・ナンバーズ）
セフィリアを筆頭としたクロノスの実働の特務部隊。全員が精鋭の抹殺者（イレイザー）。それゆえ「最強の抹殺者軍団」と評されることもある。
抹殺者（イレイザー）
その名の通り敵を抹殺する者のことである。その多くはどこかの組織の下で動いている。1番有名な抹殺者集団がクロノスの時の番人である。なお、トレインのように抹殺者から掃除屋に転向する者もいればクリードのような者もいる。主な抹殺者は以下の通り。
- 時の番人〈クロノ・ナンバーズ〉（元クロノ・ナンバーズ）
  1. セフィリア＝アークス（No.I）
  2. ベルゼー＝ロシュフォール（No.II）
  3. エミリオ＝ロウ（No.III）
  4. クランツ＝マドゥーク（No.IV）
  5. ナイザー＝ブラッカイマー（No.V）
  6. アヌビス（No.VI）
  7. ジェノス＝ハザード（No.VII）
  8. バルドリアス＝S＝ファンギーニ（通称バルドル、No.VIII）
  9. デイビッド＝ペッパー（No.IX）
  10. リン＝シャオリー（No.X）
  11. ベルーガ＝J＝ハード（No.XI）
  12. メイソン＝オルドロッソ（No.XII）
  13. トレイン＝ハートネット（元No.XIII。2年前にクロノスを脱退）

- クロノス所属（元クロノス所属）
  - アッシュ（元No.X。クリードに返り討ちにあい死亡）
  - クリード＝ディスケンス（クロノス⇒星の使徒）
  - クレヴァー（トレインの放った銃弾により死亡）

掃除屋（スイーパー）
所謂、賞金稼ぎだが、殺しだけが仕事の抹殺者とは違い、賞金首を捕らえる者達のことを指す。原作で出てくる賞金首はその危険度からSS~Cまでのランクに分別され、危険度に応じてその賞金額も上がっていく。主な掃除屋たちは以下の通り。
- 現役の掃除屋
  - トレイン＝ハートネット（元“時の番人”No.XIII。抹殺者⇒掃除屋）
  - スヴェン＝ポルフィード（元IBIの捜査員。捜査員⇒掃除屋）
  - イヴ（2005年の読み切りで掃除屋ライセンス取得）
  - リバー＝ザストリー
  - ケビン＝マクドガル
  - シルフィー＝デアクロフト
  - トウマ＝フドウ
  - ムンドック

- 死亡及び引退した掃除屋
  - サヤ＝ミナツキ（クリードに殺害）
  - アネット＝ピアス（引退。掃除屋⇒情報屋）

情報屋
掃除屋のために賞金首の情報を提供する者の事。
殺し屋
他人に依頼され、目標を殺す者のこと。原作ではザギーネ＝アクセロークとルガート・ウォンしか殺し屋と明記されていない。
国際捜査局 (IBI)
スヴェンの前の仕事場。国際捜査局員は原作ではほとんど登場していない（スヴェン、ロイドの他に数人が登場しただけ）。
スイーパーズ・カフェ
掃除屋が集う政府運営のカフェ。ここで賞金首の情報を得たりしている。トレインとイヴがリバーとグリンに会ったのもこのスイーパーズ・カフェである。なお、店内で暴れたら、最悪の場合ライセンスを剥奪されることもあるため、ここで暴れる掃除屋は殆どいない。
ナノマシン
イヴの体内にあるものの他、ドクターが創ったナノマシン等様々な種類が作中に出た。詳細は上記を参照。
細胞放電現象
ナノマシンが細胞と一時的に結合することで発生する発電現象。通常は発生できるエネルギーは静電気程度の微弱な電気エネルギーくらいである。
ただし、トレインの場合は愛銃「ハーディス」が電気エネルギーを蓄えられるオリハルコン製であったため、電気エネルギーを溜め続けることで、電磁銃を撃てるほどの電気エネルギーを発生することができた。
なお、トレインはクリードとの最終決戦までの間、細胞がナノマシンを取り込み進化したため、いつでも「細胞放電現象」を起こすことができた（その後は細胞放電現象が起きなくなった）。
ルーベックシティー
クロノス幹部の1人であるカール＝ウォーケンが市長を務める町。以前スヴェンが捕まえたギャンザ＝レジックが潜伏していた町でもある。
サンゼルスシティ
本作でいうロサンゼルス。クロノスの幹部の1人のエリックが治めていた。原作ではここでサミットが開かれたが、クリードたち「星の使徒」の革命戦争ののろし上げにされてしまった（サミットに参加した者は皆殺しにされた）。
ジパング
本作でいう日本。原作では口頭で語られたくらいで詳細な描写はなかったが、小説『星の残照』では主な舞台として登場している。
星の使徒
本作の主要な敵対存在。
元クロノスの抹殺人、クリード＝ディスケンスを筆頭とする革命組織。クリードの側近たちは「神氣湯」という道士〈タオシー〉にしか精製できない薬湯によって道〈タオ〉という異能を引き出している。クロノスとは敵対関係にあり、トルネオからナノマシンの情報を得ていたりしていた。なお、構成員として戦闘に特化した流星隊やナノマシンと兵器を身体に融合させた鬼星隊などがある。
クリードの「毒」とも言える強烈なカリスマによって幹部たちを求心しているが、決して一枚岩というわけではなく、本心からクリードに従っている者はごく少数。物語が進むに連れて瓦解の様相を呈するが、最終決戦までかろうじて組織としての形を保っていた。
道士（タオシー）
原作では逆さまの太平洋中心にある異大陸からやって来た者達。「神氣湯」を精製できる唯一の者達でもある。昔、道〈タオ〉の力を使う自分達こそが1番だと考えて、クロノスと戦争になった。この時に生き残った時の番人はメイソン＝オルドロッソを含め僅か3人しかいない。原作で出てきた道士はシキとマロの2人である。
道（タオ）
「神氣湯」を飲んだ者が使えるもの。道士〈タオシー〉以外が道〈タオ〉を使うためには神氣湯を飲まないといけない。
神氣湯（しんきとう）
道士〈タオシー〉だけが精製できる道〈タオ〉の力を引き出す薬。これを飲むと一時的に仮死状態になり、才能がある者なら数日で目が覚めるが、そうでない者はそのまま死んでしまう。そのためギャンザは神氣湯を飲んで道〈タオ〉の力を引き出せるか否か（死ぬ）を「人生の賭け」と言っている。
タナトス
星の使徒の壊滅と入れ替わるように誕生した犯罪組織。ボスはデイル＝パーカー。パマル大陸南東部の国家フィリスを活動の場としているが、ジパングにも支部を持つ。世界征服の野望を掲げており、ドラッグの売買によって利益を上げ、金の力で政治家や官僚を取り込んで警察に圧力を掛けさせている。急速に勢力を拡大する一方で、ジパングの企業「マルハシ製薬」と組んで「真・神氣湯」を開発する。
真・神氣湯（しん・しんきとう）
小説『星の残照』の争点となるもの。神氣湯は道〈タオ〉の才能がなければ命を落としてしまうが、真・神氣湯は改良されているため死のリスクがない。ただし才能がなければ能力に目覚めないのは共通。タナトスのボス・デイルが秘密裏に入手した神氣湯をマルハシ製薬の研究員たちが改良したことで誕生した。
レベル1（ワン）～4（フォー）までの等級に分けられ、より上位のレベルに行くほど能力も高くなる。レベル1は身体能力の強化。レベル2は身体能力の更なる増強。レベル3は従来の神氣湯と同じく能力の覚醒。レベル4は更なる能力が得られる。
ただ飲めばいいというわけではなく、等級ごとに数日の定着期間を有する。また理論上は、真・神氣湯に道士〈タオシー〉の血液を2リットル使うことでより上位の等級に行くことができるとされている。
オリハルコン
時の番人たちの武器に使われている世界最高金属。超金属と表記されることもある。ベルゼーによるとオリハルコンでできた武器はいかなる攻撃でも壊されることはなく、またどれほどの高温でも簡単に原形を失わない。なお、クリードの幻影虎徹LV.3は心の状況によってオリハルコン以上の硬度を持つこともできる。
ただし、ベルーガのウルスラグナはクリードの幻想虎徹LV.2〈イマジンブレード〉にヒビを入れられ、トレインのハーディスは電磁銃を撃った衝撃で銃身が砕けている。
また、ティアーユによるとオリハルコンには電気エネルギーを溜める性質がある。ちなみに作者曰く、「死んだナンバーズの武器は職人が溶かして新しい武器に作り直す」らしい。
本項では、ナンバーズが所用するオリハルコン製の武器は原作登場順（未登場分はアニメ登場順）に記載する。
漫画登場
ハーディス（使用者：元No.XIII・トレイン＝ハートネット）
トレインが「攻防一体のもう一つの相棒」と言うほど信頼しているオリハルコン製の銃。
形状は六連式のリボルバー型で、トレインの早撃ちに対応できる唯一の銃。
グングニル（使用者：No.II・ベルゼー＝ロシュフォール）
トレインの銃「ハーディス」の次に登場したオリハルコン製の槍。渾身の突きの一撃は、衝撃波を発生させるほど速く強い。
クライスト（使用者：No.I・セフィリア＝アークス）
サーベル型・オリハルコン製の長剣。セフィリアの愛刀。セフィリアが使えば目に見えないほどの速さで物体を切り刻むことができる。
エクセリオン（使用者：No.VII・ジェノス＝ハザード）
オリハルコンの鋼線付きのグローブ。本人曰く「エクセリオンで武装した俺に不用意に近付くと刺身になる」とのこと。
なお、ジェノスが使えば対象を切らずに助けることも可能だが、ジェノス以外が使うとそのまま輪切りにしてしまう。
ウルスラグナ（使用者：No.XI・ベルーガ＝J＝ハード）
オリハルコン製の巨大バズーカ。原作では弾数は3発と限られているが、そのまま打撃武器として使うことも可能。
ディオスクロイ（使用者：No.V・ナイザー＝ブラッカイマー）
オリハルコン製の一対のトンファー。マロを吹っ飛ばせるほどの威力を持つ。
ヘイムダル（使用者：No.VIII・バルドリアス＝S＝ファンギーニ（通称バルドル））
4つのブースターが付いたオリハルコン製の鉄球のような武器。ブースターにより投げた後の軌道修正はある程度は可能。
マルス（使用者：No.IV・クランツ＝マドゥーク）
高速振動するオリハルコン製のナイフで、その切れ味は本人曰く「厚さ3cmの鉄板も紙同然」だそうである。
セイレーン（使用者：No.X・リン＝シャオリー）
オリハルコンの鋼線を編みこんだ羽衣。戦闘時以外では、変装にも用いられている。
その強度は銃弾を防げるほど硬く、攻撃に使えば銃身も真っ二つになるほど切れ味がいい。また、全身変装に用いられることもある。
漫画未登場
名称不明の杖（使用者：元No.X・アッシュ）
オリハルコン製の杖。原作では登場しなかったため名称は不明。石畳を数メートル凹ませるほどの威力がある。
アルテミス（使用者：No.IIIエミリオ＝ロウ）
オリハルコン製の弓。矢の制限は原則ないため、無限に射ることができる。原作には登場しなかった。
ジークフリード（使用者：No.IX・デイビット＝ペッパー）
オリハルコン製の一組のトランプカード。原作では登場しなかった。
オシリス（使用者：No.VI・アヌビス）
オリハルコン製の万能アーム（正確には尾）。原作には登場しなかった。
ア・バオア・クー（使用者：No.XII・メイソン＝オルドロッソ）
オリハルコン製の鎧。ナンバーズ一番の破壊力を有している。原作には登場しなかった。

## CDドラマ
2005年に3作が発売。キャストは登場人物を参照。
1. ドラマCDシリーズ「BLACK CAT 1」（2005年2月28日発売）
2. ドラマCDシリーズ「BLACK CAT 2」（2005年7月1日発売）
3. ドラマCDシリーズ「BLACK CAT 3」（2005年10月4日発売）

## アニメ
2005年10月6日から放送開始。原作の基本設定を踏まえたうえで、ストーリーは完全オリジナルで展開。監督の板垣伸は、トレインが自由を求める姿をわかりやすく描くために時系列順にストーリーを進めたかったが、原作と雰囲気が変わるために中途半端に変えるくらいならと思ってオリジナルにしたと述べている。
序盤は抹殺者時代を丁寧に描きつつ、その後の「イヴの事件」をきっかけにトレイン達の出会いを集約。後半のクリードとの決着後はイヴ、そしてアニメ版における最終的な敵であるメイソンをメインとしたオリジナルストーリーで締めくくっている。
作品自体は、16：9のハイビジョンサイズで制作されているが、BS-i以外で放送する時は、画面の左右を切って4：3サイズにして放送している。

### スタッフ
- 原作 - 矢吹健太朗
- 監督 - 板垣伸
- シリーズ構成 - 神山修一
- キャラクターデザイン - 秋山由樹子
- 総作画監督 - 秋山由樹子、蘇武裕子
- プロダクトデザイン - 森山洋
- 美術監督 - 池田繁美
- 色彩設計 - 村田恵里子、鈴木寿枝
- 撮影監督 - 北岡正
- 編集 - 三嶋章紀、堀内隆
- 音楽 - 岩崎琢
- 音響監督 - 三間雅文
- プロデューサー - 高野貴志、渡辺直樹、沖浦泰斗、篠崎真哉、大徳哲雄
- アニメーション制作 - GONZO
- 製作協力 - 集英社、GDH
- 製作 - TBS、BLACK CAT製作委員会

### 主題歌
オープニングテーマ「ダイアの花」
唄・作詞・作曲 - より子 / 編曲 - DAITA
エンディングテーマ
「ナミダボシ」（1話 - 12話）
唄・作詞・作曲 - パピーペット / 編曲 - パピーペット、佐久間正英
「くつずれ」（13話 - 24話）
唄・作詞・作曲 - 松田亮治 / 編曲 - Dive-E Productions

### 各話リスト
| 話数             | サブタイトル | 脚本       | 絵コンテ                 | 演出              | 作画監督                   |
| ---------------- | ------------ | ---------- | ------------------------ | ----------------- | -------------------------- |
| #1               | 孤独な猫     | 神山修一   | 板垣伸                   | 平井義通          | 秋山由樹子 内田真樹        |
| #2               | 戸惑う猫     | 神山修一   | 板垣伸                   | 稲垣隆行          | 久嶋浩徳                   |
| #3               | 闇の中の猫   | 長谷見沙貴 | 小林孝嗣                 | 小林孝嗣          | 西澤千恵                   |
| #4               | 微笑む猫     | 長谷見沙貴 | 板垣伸                   | 若林漢二          | 小森秀人                   |
| #5               | 決意する猫   | 長谷見沙貴 | 麦野アイス               | 藤本義孝          | 南伸一郎                   |
| #6               | 狙われる猫   | 神山修一   | 板垣伸                   | 平井義通          | 蘇武裕子                   |
| #7               | 傷だらけの猫 | 神山修一   | 板垣伸                   | 鎌仲史陽          | 日高真由美                 |
| #8               | 旅する猫     | 神山修一   | 友田政晴                 | 友田政晴          | 松林唯人                   |
| #9               | 魅惑する猫   | 長谷見沙貴 | 板垣伸                   | 松本マサユキ      | 南伸一郎                   |
| #10              | 暴走する猫   | 神山修一   | 若林漢二 牛田潮 角田一樹 | 角田一樹          | 海老原雅夫 内田真樹        |
| #11              | 偽りの猫     | 神山修一   | 板垣伸                   | 熊谷雅晃          | 西澤千恵 三浦かおる        |
| #12              | 闘う猫       | 竹田裕一郎 | 板垣伸                   | 平井義通          | 飯島弘也 石川健介          |
| #13              | LOVE猫       | 長谷見沙貴 | ひいろゆきな             | ひいろゆきな      | 加藤真人 荒木弥緒          |
| #14              | ちび猫       | 長谷見沙貴 | 金澤勝眞                 | 友田政晴          | 祝浩司 松岡秀明            |
| #15 （TV未放送） | 遠ざかる猫   | 竹田裕一郎 | 稲垣隆行                 | 稲垣隆行          | 竹田逸子 石井久志          |
| #15（#16）       | 竜を狩る猫   | 神山修一   | 麦野アイス               | 土屋浩幸          | 山沢実                     |
| #16（#17）       | まどろむ猫   | 神山修一   | 板垣伸                   | 加藤顕            | 西澤千恵                   |
| #17（#18）       | 船出する猫   | 長谷見沙貴 | 福田道生                 | 熊谷雅晃          | 宇佐美皓一 青木美穂        |
| #18（#19）       | 疾走の猫     | 長谷見沙貴 | 今石洋之                 | 友田政晴          | 浜津武広 柳瀬譲二 松林唯人 |
| #19（#20）       | 対決する猫   | 竹田裕一郎 | 板垣伸                   | 高橋正典          | 三輪和宏                   |
| #20（#21）       | 溺れる猫     | 神山修一   | 平井義通                 | 平井義通          | 青木美穂 山沢実            |
| #21（#22）       | 爪を研ぐ猫   | 神山修一   | 角田一樹                 | 角田一樹          | 皆川智之                   |
| #22（#23）       | 楽園の猫     | 神山修一   | 板垣伸                   | 友田政晴          | 蘇武裕子 西澤千恵          |
| #23（#24）       | 気ままな猫   | 神山修一   | 板垣伸                   | 高橋正典 平井義通 | 秋山由樹子                 |

DVD版では、TV未放送の「#15遠ざかる猫」が新たに収録され、以降の話数が1話ずつ加算されている。

### 放送局
| 放送期間                       | 放送時間                     | 放送局       | 対象地域   | 備考              |
| ------------------------------ | ---------------------------- | ------------ | ---------- | ----------------- |
| 2005年10月7日 - 2006年3月31日  | 金曜 1:25 - 1:55（木曜深夜） | TBSテレビ    | 関東広域圏 | 製作局            |
| 2005年10月13日 - 2006年4月6日  | 金曜 2:00 - 2:30（木曜深夜） | BS-i         | 日本全域   | BS放送 / 16:9放送 |
| 2005年10月29日 - 2006年4月22日 | 土曜 3:15 - 3:45（金曜深夜） | 中部日本放送 | 中京広域圏 |                   |
| 2005年10月30日 - 2006年4月16日 | 日曜 2:25 - 2:55（土曜深夜） | 毎日放送     | 近畿広域圏 |                   |
| 2006年2月7日 - 7月25日         | 火曜 23:00 - 23:30           | アニマックス | CS放送     | リピート放送あり  |

## ゲーム
- BLACK CAT 〜機械仕掛けの天使〜 （PS2/カプコン 2006年3月30日発売）
- BLACK CAT 〜黒猫の協奏曲〜 （DS/コンパイルハート 2007年6月21日発売）

## 書誌情報
特に記載のない限り著者は矢吹健太朗、発行は集英社。

### 単行本
- 『BLACK CAT』〈ジャンプ・コミックス〉
  1. 「黒い猫と呼ばれた男」2001年1月11日第1刷発行、ISBN 4-08-873065-8
  2. 「クリード」2001年3月7日第1刷発行、ISBN 4-08-873091-7
  3. 「生きる物に できる事」2001年5月6日第1刷発行、ISBN 4-08-873114-X
  4. 「一日ダーリン」2001年8月8日第1刷発行、ISBN 4-08-873148-4
  5. 「革命の狼煙」2001年10月9日第1刷発行、ISBN 4-08-873172-7
  6. 「幸せの価値」2001年12月29日第1刷発行、ISBN 4-08-873217-0
  7. 「復讐の時」2002年3月9日第1刷発行、ISBN 4-08-873233-2
  8. 「ケルベロス、侵入」2002年6月9日第1刷発行、ISBN 4-08-873271-5
  9. 「古城の決戦」2002年8月7日第1刷発行、ISBN 4-08-873299-5
  10. 「変化·そして···」2002年10月9日第1刷発行、ISBN 4-08-873329-0
  11. 「約束」2002年12月9日第1刷発行、ISBN 4-08-873349-5
  12. 「新しい銃」2003年3月9日第1刷発行、ISBN 4-08-873395-9
  13. 「親友」2003年5月6日第1刷発行、ISBN 4-08-873421-1
  14. 「同盟結成!!」2003年8月9日第1刷発行、ISBN 4-08-873494-7
  15. 「激闘のイヴ」2003年10月8日第1刷発行、ISBN 4-08-873517-X
  16. 「"道"(タオ)の真実」2003年12月9日第1刷発行、ISBN 4-08-873535-8
  17. 「駆け抜けろ!!」2004年3月9日第1刷発行、ISBN 4-08-873574-9
  18. 「導きの光」2004年6月9日第1刷発行、ISBN 4-08-873596-X
  19. 「掃除屋として」2004年8月9日第1刷発行、ISBN 4-08-873640-0
  20. 「気ままな明日へ」2004年10月9日第1刷発行、ISBN 4-08-873662-1

### 文庫版
- 文庫版『BLACK CAT』〈集英社文庫〉
  1. 2005年9月16日第1刷発行、ISBN 4-08-618362-5
  2. 2005年9月16日第1刷発行、ISBN 4-08-618363-3
  3. 2005年10月18日第1刷発行、ISBN 4-08-618364-1
  4. 2005年10月18日第1刷発行、ISBN 4-08-618365-X
  5. 2005年11月18日第1刷発行、ISBN 4-08-618366-8
  6. 2005年11月18日第1刷発行、ISBN 4-08-618367-6
  7. 2005年12月13日第1刷発行、ISBN 4-08-618368-4
  8. 2005年12月13日第1刷発行、ISBN 4-08-618369-2
  9. 2006年1月18日第1刷発行、ISBN 4-08-618370-6
  10. 2006年1月18日第1刷発行、ISBN 4-08-618371-4
  11. 2006年2月17日第1刷発行、ISBN 4-08-618372-2
  12. 2006年2月17日第1刷発行、ISBN 4-08-618373-0

### 小説
- 大崎知仁〈ジャンプ ジェイ ブックス〉
  - 『BLACK CAT』2003年3月10日第1刷発行、ISBN 4-08-703126-8
  - 『BLACK CAT 2』2003年8月25日第1刷発行、ISBN 4-08-703130-6
  - 『BLACK CAT 星の残照』2005年10月24日第1刷発行、ISBN 4-08-703160-8
    - 原作の続編として書かれている。